# Camelinopsis campylopoda
Camelinopsis campylopoda är en korsblommig växtart som först beskrevs av Joseph Friedrich Nicolaus Bornmüller och Erwin Gauba, och fick sitt nu gällande namn av Anthony G. Miller. Camelinopsis campylopoda ingår i släktet Camelinopsis och familjen korsblommiga växter. Inga underarter finns listade i Catalogue of Life.